# Hans Otto Glahn
Pour les articles homonymes, voir Glahn.
Hans Otto Glahn (1er avril 1895 au Ban-Saint-Martin, août 1979) était un homme politique allemand (SPD), sous la république de Weimar.

## Biographie
Hans-Otto Glahn naît au Ban-Saint-Martin, dans la banlieue de Metz, une ville de garnison animée d'Alsace-Lorraine. Hans Otto Glahn étudie d'abord le droit à l’université. De 1922 à 1929, Otto Glahn est fonctionnaire du gouvernement civil à Siegen, avant d’être élu administrateur de l'arrondissement d'Usingen. Otto Glahn est élu sur une liste du Parti social-démocrate (SPD). 
En février 1932, Otto Glahn devient administrateur du district d’Eschwege en Hesse, puis administrateur de la région de Koszalin en Pologne. Compte tenu de ses convictions politiques modérées, Glahn est congédié de la fonction publique par les nazis. À cette époque, Hans-Otto Glahn disparaît de la vie publique, emporté, comme beaucoup d'autres anonymes, dans la tourmente du nazisme.

## Sources
- Gregor Maier: Zwischen Verwaltung und Politik, in Jahrbuch des Hochtaunuskreises, 2009.